# Zeiselmair-Haus

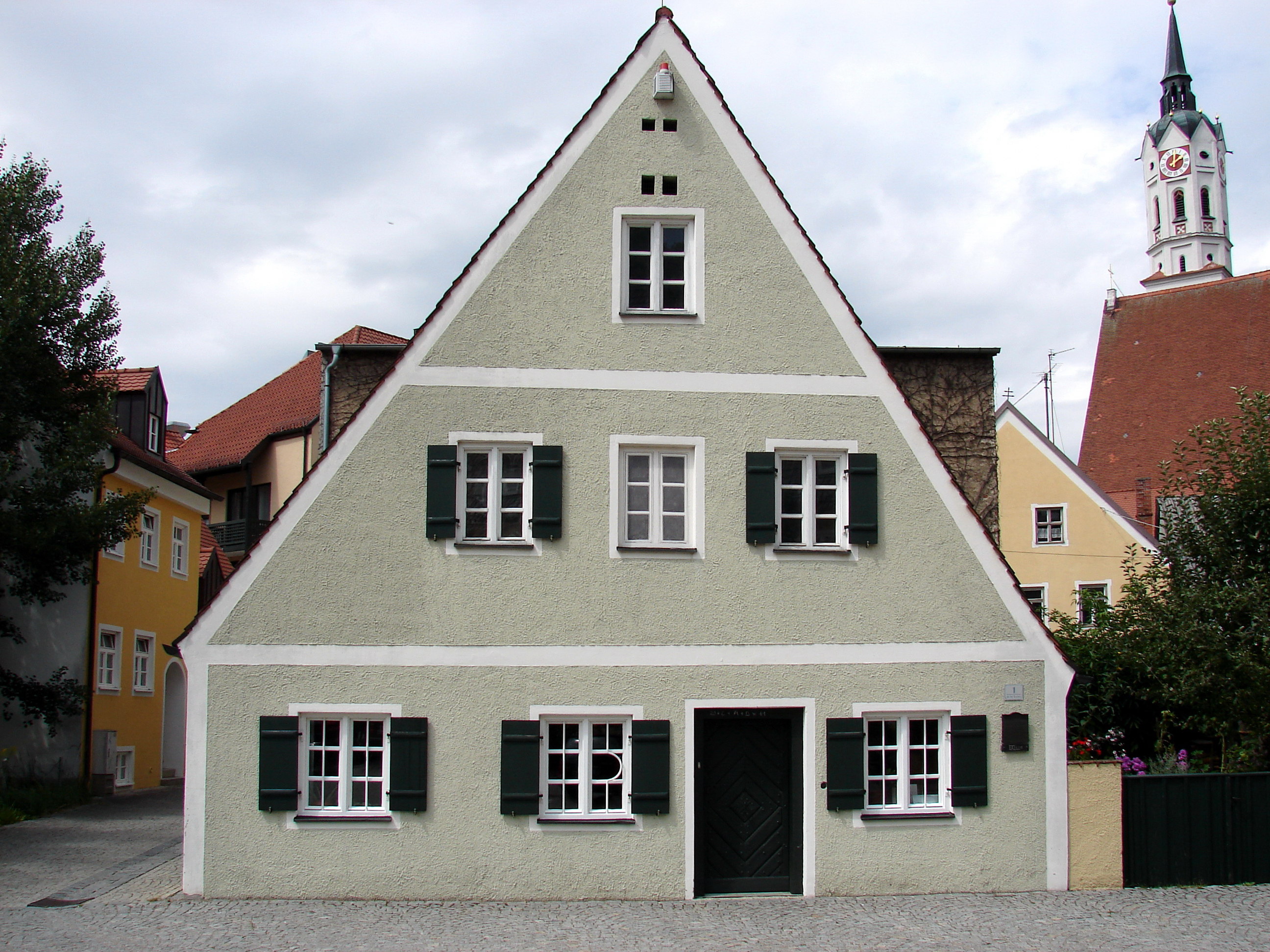
Zeiselmairhaus in Schrobenhausen

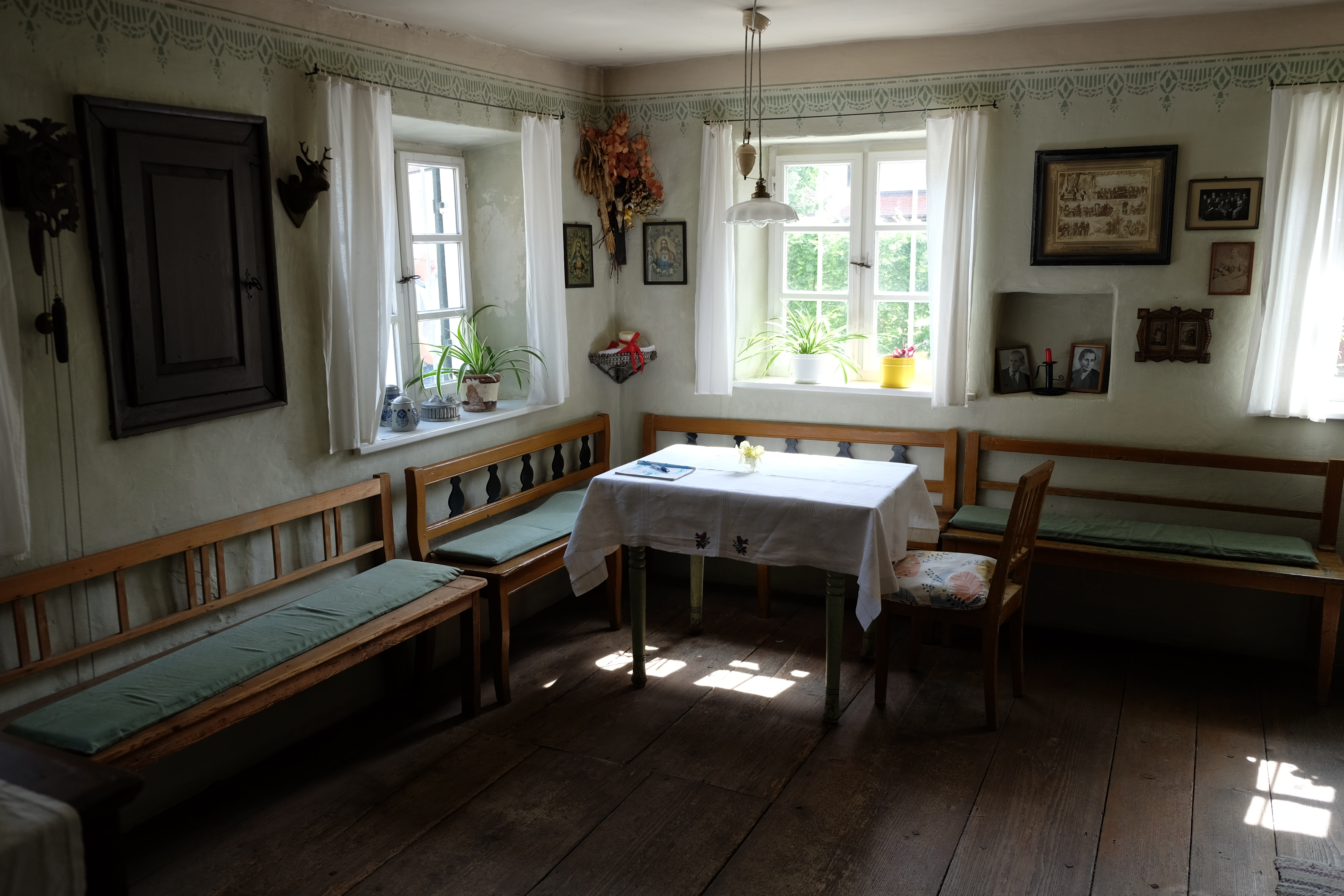
Die Stube im Zeiselmairhaus

Das sogenannte Zeiselmairhaus in Schrobenhausen, einer Stadt im oberbayerischen Landkreis Neuburg-Schrobenhausen, wurde im Kern 1478 errichtet. Das Wohnhaus mit der Adresse In der Lachen 1 ist ein geschütztes Baudenkmal.
Das ehemalige Handwerkerhaus ist ein eingeschossiger Steildachbau mit Putzgliederung in Holzbauweise.
Das bis 1975 bewohnte Gebäude ist seit 1990 als Museum der Öffentlichkeit zugänglich. Das Zeiselmairhaus zeigt die Haus-, Handwerks- und Alltagsgeschichte am Beispiel des Zeiselmair-Hauses, wo ein Schuhmacher lebte und arbeitete.